# هورو
هورو هي قرية في مقاطعة ماكو، إيران. يقدر عدد سكانها بـ 22 نسمة بحسب إحصاء 2016.